# Siberian Meat Grinder
Siberian Meat Grinder és una banda de música crossover de Moscou, fundada el 2011. Tot i la influència thrash metal del grup, es considera part de l'escena hardcore punk. Els seus membres formen part d'altres bandes com What We Feel, Razor Bois i Moscow Death Brigade. El seu vincle amb el grafit es reflecteix tant en el disseny dels seus àlbums discogràfics com en els nombrosos murals que apareixen als videoclips.
La banda és coneguda a Alemanya per les seves actuacions en directe en centres socials okupats i diferents llocs de trobada de l'esquerra política. La banda ha actuat en festivals com Brutal Assault, With Full Force, Groezrock, Pod Parou, Fluff Fest o Resist to Exist, i ha girat amb grups com Terror, Sick of It All, Nasty, Deez Nuts i Pennywise.
La imatge gràfica del grup gira al voltant de l'os rus anomenat «Bear Tsar», el governant de l'infern siberià i una mena d'emblema de la banda. Tot seguint la filosofia del moviment DIY, publica al seu propi segell discogràfic, Siberian Metal Works, i també organitza les seves pròpies gires tot i la dificultat d'aconseguir visats per a la Unió Europea per als sis membres de la banda.

## Discografia
- 2012: Hail to the Tsar (EP, Siberian Metal Works)
- 2013: Versus the World (EP, Siberian Metal Works)
- 2015: Siberian Meat Grinder (LP, Dirty Six Records / Destiny Records)
- 2017: Metal Bear Stomp (LP, Destiny Records)
- 2022: Join The Bear Cult (LP, Destiny Records)[6]